# منزل توكلي زادة
منزل توکلي زادة (بالفارسية: خانه توکلی‌زاده) هو منزل تاريخي يعود إلى عصر دولة بهلوية، ويقع في مقاطعة مشهد.